# علي حسين الموسى
علي حسين الموسى (1975 - ) مهندس ميكانيكي وسياسي كويتي يشغل منصب وزير الأشغال العامة ووزير الدولة لشؤون الشباب في الكويت منذ 28 ديسمبر 2021.